# العدينة (جازان)
العدينة  أحد المواقع الأثرية في منطقة جازان جنوب المملكة العربية السعودية.

## الموقع
تقع العدينة على بعد نحو أربعة كيلومترات إلى الشرق من قرية محلية المعروفة بالقرب من مدينة جازان. ويعتقد بأن هذا الموقع لمدينة تاريخية تعد من أقدم أمكنة الاستيطان الحضري بوادي جازان٬ إلا أنها في الوقت الحاضر مطمورة تحت الرمال الكثيفة٬ ولم يبق من المدينة إلا بعض أساسات الأبنية ومخلفاتها من الحجارة والآجر.

## الوصف
هناك من الأهالي من يعتقد أن أطلال مدينة العدينة تقع تحت أطلال مدينة المنارة الأحدث منها نسبيًا، وإن كان هذا الاعتقاد يفتقر إلى الأدلة التاريخية والأثرية التي تؤكد حقيقته وصحته على أرض الواقع. وربما أدى قرب المدينتين بعضهما من بعض إلى اتصال العمران أو بقاياه بينهما لقرب المسافة، وهو ما حمل الرواة الذين أدركوا أطلال المدينتين على القول بذلك الاعتقاد٬ ومن ثم توارثته الأجيال المتعاقبة حتى عهد ليس بالبعيد٬ والمعلومات عن الموقع قليلة أهمها ما استقاه المؤرخ محمد بن أحمد العقيلي من شيخ وادي جازان محمد بن علي بن عقيل (ت: 1385 هـ / 1966 - 1965م)٬ حيث ينقل عنه العقيلي ما يفيد بأن أطلال العدينة تقع بالقرب من بلدة المنارة من الناحية الجنوبية٬ وأن والد الشيخ المذكور أدرك أطلال قلعة أو حصن قديم في موقع عدينة٬ وأنه ظل قائمًا بها حتى اجتاحته سيول جارفة في عام 1351 هـ الموافق 1962 - 1961م٬ وينقل عنه أيضًا ما يفيد بأن السيول كشفت في بعض السنوات عن سلسلة من الآبار يبلغ عددها 50 بئرًا في خط مستقيم على عمق 4 متر٬ كما كشفت السيول بالقرب من هذه الآبار عن أساسات بناء حوله مذاود وأحواض ومرابض يرجح أنها كانت إصطبلاً للخيول. هذا العدد الكبير من الآبار يعد دليلاً حيًا على أهمية المدينة٬ واتساع عمرانها٬ وكثافة سكانها. كما أن وجود الآبار على عمق 4 متر يدل على قدم استيطان المدينة وأهميتها التاريخية.